# Teodor Sobański
Teodor Oskar Sobański (ur. 16 września 1877 we Fluntern, zm. 8 października 1933 w Warszawie) – polski działacz gospodarczy i społeczny, kierownik resortu aprowizacji w 1919.
Ukończył Studium Rolnicze na Uniwersytecie Jagiellońskim i rozpoczął zarządzanie swoim majątkiem w Zwedenówce koło Jampola nad Dniestrem. Przez wiele lat był związany z przemysłem cukrowniczym na kresach, m.in. był właścicielem cukrowni w Sitkowcach. Podczas I wojny światowej aktywny członek zarządu Polskiego Komitetu Pomocy Ofiarom Wojny w Kijowie, powołał również Kijowską Radę Ziemian.
Od lipca 1919 do stycznia 1920 był podsekretarzem stanu w ministerstwie aprowizacji, a w okresie od 30 września 1919 do 5 listopada 1919 był kierownikiem tegoż resortu w rządzie Ignacego Jana Paderewskiego.
Pochowany na cmentarzu Powązkowskim w Warszawie (Jako Oskar) (Kwatera 167 rząd 3, miejsce 26,27).

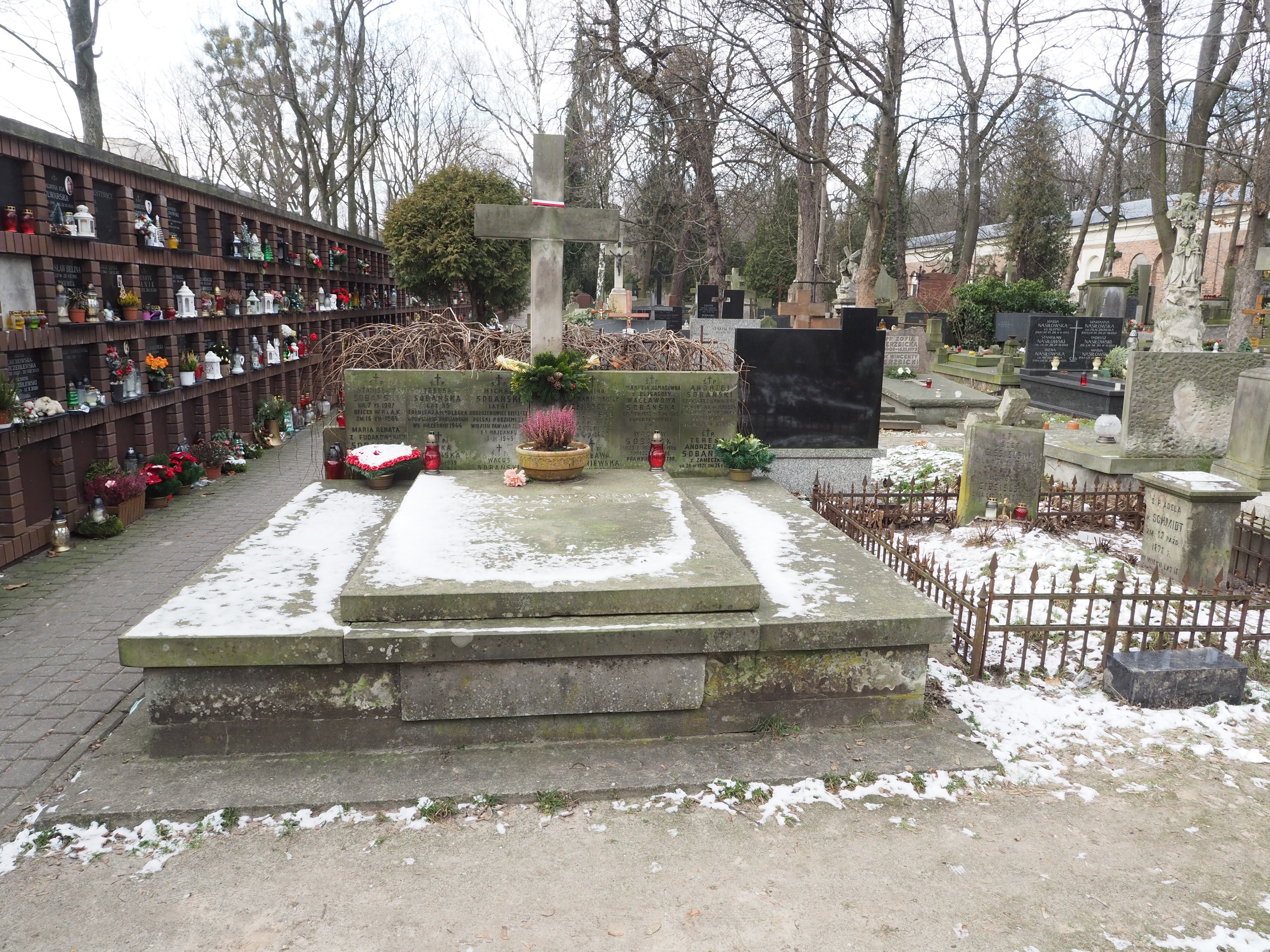
Grób Teodora Sobańskiego na Cmentarzu Powązkowskim w Warszawie przed renowacją

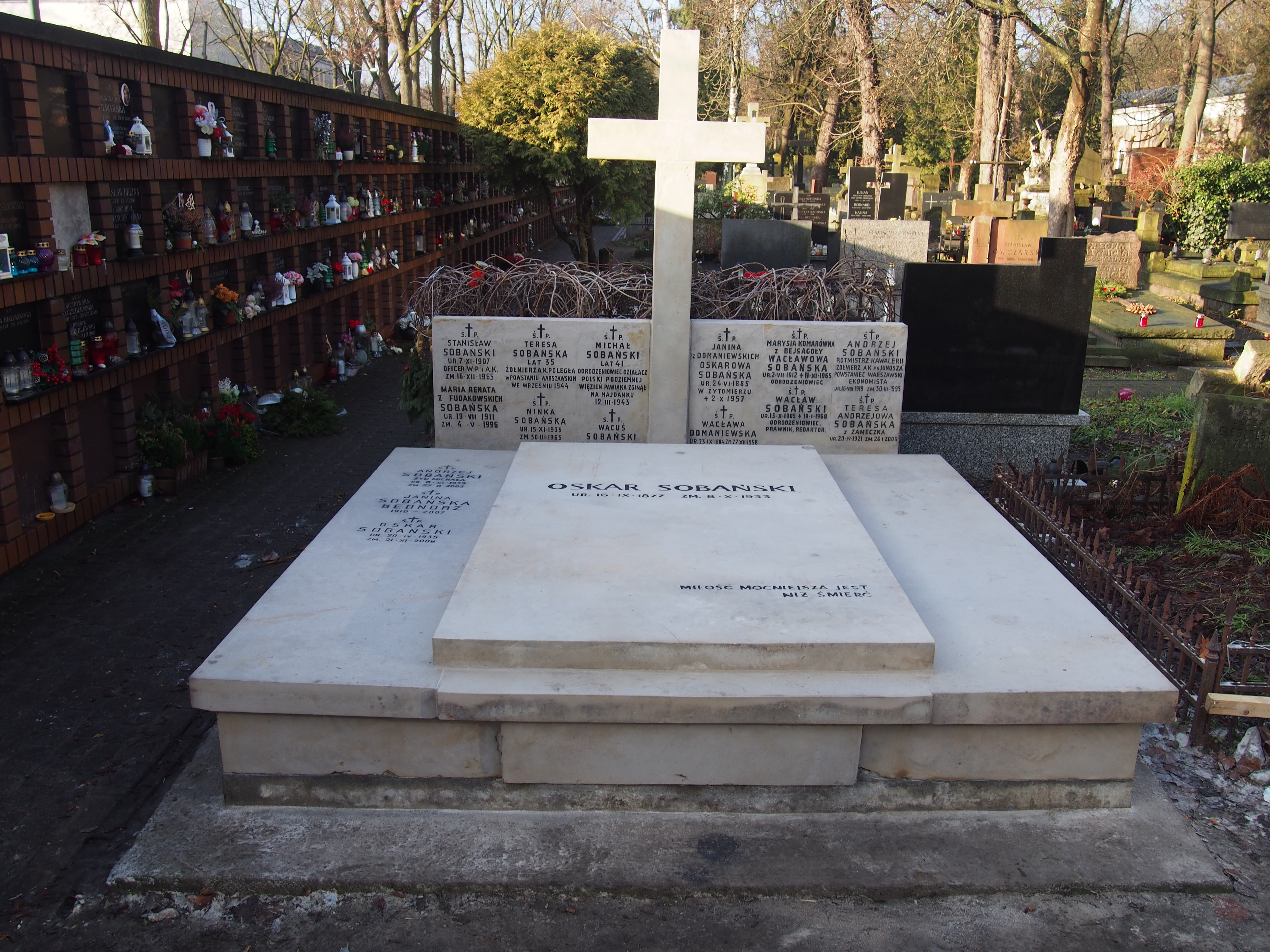
Grób Teodora Sobańskiego po renowacji w 2022 roku

W 2022 roku z inicjatywy Premiera RP Mateusza Morawieckiego grób Sobańskiego został odnowiony. Cały projekt był realizowany przez Fundację Stare Powązki we współpracy z Kancelarią Prezesa Rady Ministrów.